# Futbol Club Espanya
El Futbol Club Espanya fou un antic club de futbol català de la ciutat de Barcelona, posteriorment anomenat Futbol Club Gràcia.

## Història

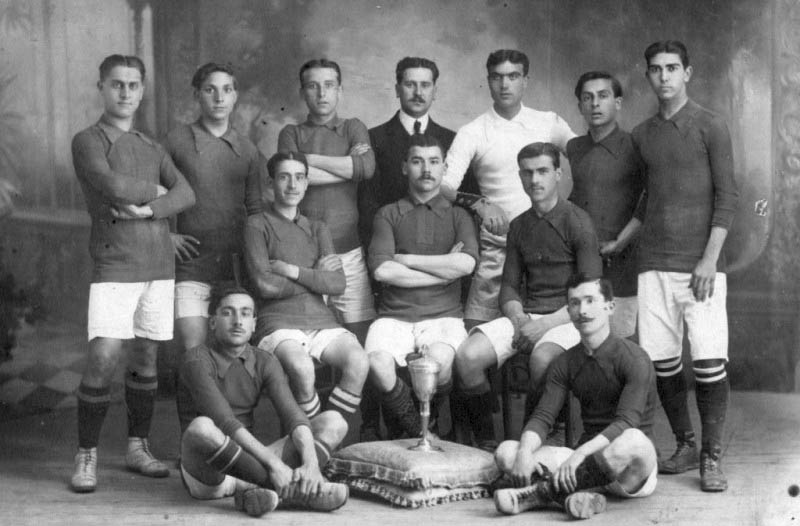
Equip de l'Espanya, 1912-13, campió de Catalunya. Jugadors: (superior): Reguera, Bau, Olivé, Vernet, Baró, Mariné; (centre): Duval, Graells, Passani; (inferior): Miguel, Ramírez.

El setembre del 1905 tres estudiants barcelonins, Josep Graells, Leandre Roselló i Joaquim Just, funden el Foot-ball Club Espanya. En el seu primer partit derrotà el segon equip del FC Barcelona per 3 a 2. Primer jugà als carrers Còrsega-Villarroel-Rosselló (1905-1912) i el 1912 adquirí un camp de joc al carrer Entença/València i ben aviat esdevingué un club punter del futbol català.
La temporada 1906-07 disputà el seu primer Campionat de Catalunya quedant campió de la Segona Categoria, fet que li valgué una invitació per jugar la Primera Categoria l'any següent. L'any 1911 es traslladà a un camp als carrers Rosselló, Villarroel i Còrsega.
La seva època daurada la visqué a la dècada de 1910 on rivalitzà amb els dos grans de la ciutat, FC Barcelona i RCD Espanyol i on guanyà tres campionats catalans, a més d'un Campionat dels Pirineus i va ser finalista de la Copa del Rei.
Amb el canvi de dècada l'equip començà a perdre pistonada, coincidint amb la puixança d'un nou club a Barcelona, el CE Europa. La temporada 1919-20 acabà últim del campionat català i hagué de disputar la promoció amb l'Avenç al qual aconseguí derrotar per 2-0 i 0-0, però fou un miratge. La temporada següent tornà a ser últim i tornà a jugar la promoció amb el mateix club però aquest cop en sortí derrotat (0-3 i 0-1) i perdé la categoria. La següent temporada, la 1921-22, fou campió de Primera B, però perdé la promoció amb el club que s'havia classificat darrer a Primera A, el RCD Espanyol (0-2 i 3-0).
El 1923 el club decidí canviar de nom i adoptà el de Gràcia FC en fusionar-se amb un club modest del mateix nom. Es traslladà a un camp als carrers Travessera, Balmes i Alfons XII i que inaugurà amb un partit enfront l'Ilford FC de Londres. La temporada 1924-25 el Campionat de Catalunya A s'amplia a 8 equips i el Gràcia FC torna a la primera categoria on romandrà fins a la 1927-28 on la reducció, novament a 6 equips, el fa baixar a segona.
El 1931, el CE Europa i el Gràcia FC es van unir breument amb el nom de Catalunya FC. La fusió, però, no reeixí degut als problemes econòmics que patiren i no pogué acabar la temporada a la Segona divisió. La fusió es va desfer el 1932 i els dos clubs tornaren a competir per separat. El Gràcia FC continuà competint durant alguns anys a les categories inferiors catalanes, abans de desaparèixer definitivament.
El 12 de febrer de 1932 es constitueix el Centre d’Esports Gràcia, club poliesportiu, quan encara estava viu el Catalunya FC. El 19 de juliol de 1932 es crea la Unió Sportiva Gracia (amb camisa grana i pantaló blanc). El 9 de gener del 1935 es fundà el Gràcia Sportiva y Cultural, a partir de la fusió dels clubs US de Gràcia i Gràcia Deportiva Cultural, adoptant els colors vermell i blanc dels desapareguts FC Espanya i FC Gràcia. Anys més tard, el 1941 el club adopta el nom Unión Deportiva Gracia, jugant en categories inferiors fins a la seva desaparició en acabar la temporada 1967-68.

## Jugadors destacats
- Gabriel Bau
- Antoni Baró[7]
- Jaume Bellavista[8]
- Hermenegild Casellas[9]
- Artur Cella
- Ceferí Cella
- Casimir Mallorquí
- Enric Mariné[8]
- Alfred Massana
- Eugeni Montesinos[10]
- Josep Oriol[7] (porter)
- Mario Passani[8]
- Roberto Passani[8]
- Emili Perelló
- Josep Prats[11][12]
- Joan Puig[7] (porter)
- Rafael Raich[8]
- Cristòfol Salvó[13]
- Pantaleó Salvó[14]
- Jaume Villena[8]

## Palmarès

### Tornejos internacionals
- Campionat dels Pirineus (1): 1914

### Tornejos estatals
- Subcampió de la Copa del Rei (1): 1914

### Tornejos nacionals
- Campionat de Catalunya (3): 1913, 1914 i 1917
- Subcampió del Campionat de Catalunya (4): 1909, 1912, 1916 i 1918
- Campionat de Catalunya de Segona Categoria (2): 1907 i 1922